# Línia Albertina d'Àustria
La línia Albertina d'Àustria fou una branca de la casa d'Habsburg que va governar principalment el ducat d'Àustria. Fou fundada per la divisió de territoris de 1379 establerta pel tractat de Neuberg, per Albert III d'Habsburg el de la Cua (o de la Trena), i es va extingir abans d'un segle després. Els seus sobirans foren:
- Albert III d'Habsburg el de la Cua (1365)1379-1395
- Albert IV d'Habsburg el Pacient, fill, 1395-1404
- Albert V d'Habsburg, fill, 1404-1439
- Ladislau el Pòstum, fill, 1440-1457

El 1457 la successió va recaure en Frederic (V d'Àustria i III emperador) de la línia Leopoldina d'Àustria